# Eriocaulon neglectum
Eriocaulon neglectum är en gräsväxtart som beskrevs av Wilhelm Willy Otto Eugen Ruhland. Eriocaulon neglectum ingår i släktet Eriocaulon och familjen Eriocaulaceae. Inga underarter finns listade i Catalogue of Life.